# 厚州青年站
厚州青年站（韓語：후주청년역）是朝鮮民主主義人民共和國两江道金亨稷郡的一個鐵路車站，属于北部内陆线。

## 历史
- 1987年11月27日，落成使用。

## 邻近车站
北部内陆线
大鷹站 - 厚州青年站 - 松田站